# أندرو مونتجومري
أندرو مونتجومري (بالإنجليزية: Andrew Montgomery)‏ هو مغني بريطاني، ولد في 1969.

## وصلات خارجية
- الموقع الرسمي
- أندرو مونتجومري على موقع ميوزك برينز (الإنجليزية)
- أندرو مونتجومري على موقع ديسكوغز (الإنجليزية)